# Хвороба Тея — Сакса
Хвороба Тея-Сакса (ХТС) (також відома як GM2 гангліоліпідоз або дефіцит гексозамінідази або рання дитяча амавротична ідіотія) — автосомно-рецесивне генетичне захворювання, яке спричинює прогресуюче погіршення розумових і фізичних здібностей дитини. Перші ознаки хвороби зазвичай проявляються у віці приблизно 6 місяців. Розлад, як правило призводить до смерті хворого у віці близько 4 років.
Захворювання спричинює генетичний дефект конкретного гена. Якщо дитина уражена ХТС, то це означає, що вона успадкувала по одній копії дефектного гена від кожного з батьків. Захворювання проявляється тоді, коли в нервових клітинах мозку накопичується небезпечна кількість гангліозидів, що в результаті призводить до передчасної смерті цих клітин. На сьогодні не існує жодних ефективних ліків чи інших методів лікування для цієї хвороби. ХТС зустрічається досить рідкісно, у порівнянні з іншими рецесивними захворюваннями, такими як, наприклад, муковісцидоз (кістозний фіброз) і серпоподібноклітинна анемія — які є набагато поширенішими.
Хвороба названа на честь британського офтальмолога Уоррена Тея, який першим описав червону пляму на сітківці ока у 1881 році, і американського невролога Бернарда Сакса, який працював у лікарні Маунт Синай в Нью-Йорку (він описав клітинні зміни, які відбуваються при ХТС й у 1887 році відзначив, збільшення частоти захворювання серед євреїв ашкеназі, які етнічно походили із Східної Європи).
Дослідження захворювання, які проводилися наприкінці XX століття показали, що хвороба Тея-Сакса обумовлена мутаціями гену HEXA, який знаходиться на 15 хромосомі. На сьогодні вже виявлена велика кількість мутацій HEXA, а нові дослідження надають інформацію про нові мутації. Ці мутації дуже часто зустрічаються в декількох популяцій. Кількість носіїв серед франко-канадців (які живуть на південному-сході провінції Квебек) майже така як серед євреїв-ашкеназі, проте, мутації, які спричиняють ХТС серед цих етнічних груп різні. Багато представників етнічної групи кейджн (які сьогодні живуть на території південної Луїзіани) є носіями таких самих мутацій, які найбільше поширені серед євреїв-ашкеназі. Як вже було зазначено, ці мутації дуже рідкісні і не зустрічаються у генетично ізольованих популяцій. Тобто, хвороба може виникнути лише від успадкування двох незалежних мутацій в гені HEXA.

## Генетичні причини
ХТС — це аутосомно-рецесивне генетичне захворювання. Це означає, що у тому випадку, якщо обидва батьки є носіями дефектного гену, то ризик того, що новонароджена дитина буде хворою становить 25 %. Аутосомні гени — це хромосомні гени, вони не знаходяться на жодній зі статевих хромосом. Кожна людина є носієм двох копій кожного аутосомного гена, по одній успадкованій від кожного з батьків. Якщо обоє батьків — носії мутації, то відповідно до генетичних законів Менделя, ймовірність передачі хвороби дитині становить 25 %. Як і всі генетичні захворювання, ХТС може виникнути у будь-якому поколінні, при цьому не важливо, коли вперше виникла мутація. Хоча мутації, які спричинюють ХТС, зустрічаються доволі рідко.
Аутосомно-рецесивні захворювання виникають, якщо дитина успадковує дві копії дефектного аутосомного гена, тобто коли жодна копія не може брати участі в процесі транскрипції або експресії як функціональний продукт для утворення ферменту.
ХТС спричинена мутацією гену HEXA, який знаходиться на 15 хромосомі і кодує діяльність альфа-субодиниці лізосомного ферменту бета-N-ацетилгексоамінідази А. До 2000 року, було визначено понад 100 мутацій в гені HEXA, проте, ще й сьогодні кількість відомих мутацій постійно збільшується. Ці мутації відбуваються у вигляді вставок пар основ, їх делецій, це можуть бути сплайс-сайт мутації, точкові мутації та інші. Кожна з цих мутацій змінює білковий продукт, і тим самим пригнічує активність ферменту. Проведені нещодавно демографічні дослідження, показали, які з мутацій виникають та розповсюджуються в межах мало чисельних етнічних груп. Основою для дослідження стали наступні групи:
- Євреї Ашкеназі. Для них характерна вставка чотирьох пар основ в 11 екзоні (1278insTATC). Це призводить до пошкодження рамки зчитування для HEXA гену. Ця мутація є найпоширенішою серед євреїв ашкеназі, яка призводить до появи інфантильної форми хвороби Тея-Сакса.
- Кейджн. У цієї етнічної групи (населення якої проживає сьогодні в Південній Луїзіані, США), що була відділена від решти населення на кілька століть через мовні відмінності, ХТС викликають ті ж мутації, які є найпоширенішими серед євреїв Ашкеназі. Дослідники вивчили родовід всіх носіїв з декількох сімей Луїзіани і визначили сімейну пару, в яких вперше народилася дитина з ХТС. Проте, це подружжя не було нащадками євреїв, що жили у Франції в XVIII ст.
- Франко-Канадці. Для цієї популяції характерною є делеція довгої послідовності нуклеотидів, яка спричиняє виникнення тих самих патологій, що викликають вище описані мутації (які відбуваються у євреїв ашкеназі та кейджн). Як і кількість євреїв ашкеназі, так і кількість осіб франко-канадського населення швидко збільшилася, з невеликої групи засновників, проте, при цьому вони залишалися ізольованими від решти населення через географічні, культурні та мовні бар'єри. Раніше вважалося, що мутації в цих двох груп населення — ідентичні, а поширеність ХТС у східній провінції Квебеку викликана потоком генів. Деякі вчені тоді стверджували, що «сексуально активний єврейський предок» призвів до виникнення хвороботворної мутації серед франко-канадського населення. Ця теорія в вузьких колах (серед вчених генетиків) стала відома під назвою «Гіпотеза про єврейського торговця хутром». Проте подальші дослідження показали, що дві мутації не мають між собою нічого спільного.

У 1960-х та на початку 1970-х років, коли вперше стали відомі біохімічні основи хвороби Тея-Сакса, послідовність жодної мутації, яка викликала будь-яке генетичне захворювання не могла бути точно визначена, адже дослідники тієї епохи ще не знали на скільки поширеним може бути поліморфізм. Знання того часу відображає саме «гіпотеза про єврейського торговця хутром», адже відповідно до неї, можливим є поширення лише однієї мутації між популяціями. Подальші дослідження показали, що ХТС може викликати велика кількість мутацій, кожна з яких спричинює появу різних форм захворювання. Саме ХТС стала першим генетичним порушенням, яке показало можливість виникнення такого явища як компаундна (поєднана) гетерозиготність. Такі ґрунтовні знання стали доступними завдяки тому, що ХТС була першою хворобою для визначення якої почали широко використовувати генетичний скринінг.
Саме явище поєднаної гетерозиготності пояснює різноманітні форми розладу, у тому числі й виникнення дорослої форми ХТС. Потенційно, захворювання може виникнути в результаті успадкування двох відмінних мутованих копій гена HEXA, по одній від кожного з батьків. Класична інфантильна форма ХТС виникає, якщо дитина успадкувала від обох батьків однаково мутовані копії гена, порушення функцій якого викликає повну інактивацію процесу розщеплення (біодеградації) гангліозидів. Доросла форма ХТС виникає через успадкування різних мутацій. І не зважаючи на те, що особа може бути гетерозиготною, проте вона може успадкувати дві різні мутації гена HEXA, спільна дія яких призводить до інактивації, зміни або зменшення активності потрібного ферменту. Якщо у пацієнта хоча б одна копія гену HEXA дає змогу здійснювати гексозамінідазі свої функції, то наслідком є виникнення дорослої форми ХТС.
У гетерозиготних носіїв, тобто в осіб, які успадкували лише одну мутантну алель, рівень активності ферменту теж дещо знижений, проте жодних ознак чи симптомів захворювання у них не проявляється. Брюс Корф пояснює, чому у носіїв рецесивних мутацій, зазвичай, не виникає симптомів генетичного захворювання: «біохімічні основи домінування алелей дикого типу над мутантними алелями при вроджених метаболічних захворюваннях, можна зрозуміти, вивчивши процес функціонування білків. Ферменти — білки, які каталізують хімічні реакції, тобто для нормального здійснення реакції каталізу необхідна лише невелика кількість речовини. Якщо в гомозиготних осіб, ген який кодує діяльність ферменту мутований, то це призводить до зменшення активності ферменту або взагалі до його відсутності в організмі, тобто у цієї особи буде проявлятися ненормальний фенотип. Натомість у гетерозиготних осіб рівень активності ферменту не менше 50 % від нормального рівня, через експресію (дію) аллелей „дикого типу“. Зазвичай цього достатньо, щоб запобігти порушенню фенотипу.»

## Патогенез
У патогенезі головним є недостатня активність ферменту гексозамінідази А, який каталізує біодеградацію певного класу сфінголіпідів відомих як гангліозиди. Гексозамінідаза А є життєво необхідним гідролітичним ферментом, який знаходиться в лізосомах та руйнує ліпіди. Коли гексозамінідаза А перестає функціонувати належним чином, ліпіди накопичуються в головному мозку і перешкоджають нормальним біологічним процесам. Гангліозиди виробляються та біодеградують швидко, на самому початку життя, в той час, як розвивається мозок. Пацієнти і носії хвороби Тея-Сакса, можуть бути визначені шляхом здачі відносно простого біохімічного аналізу крові, який визначає активність гексозамінідази А.
Для гідролізу GM2-гангліозид необхідними є три білки. Два з них є субодиницями гексозамінідази А, а третій — невеликий гліколіпідний транспортний білок, GM2 білок-активатор (GM2A), який виступає як субстрат для конкретного кофактора ферменту. Дефіцит будь-якого з цих білків призводить до накопичення гангліозидів, головним чином у лізосомах нервових клітин. Хвороба Тея-Сакса (разом з GM2 гангліозидозом та хворобою Сандхоффа) виникає через генетичні мутації успадковані від обох батьків, які або деактивують, або гальмують процес розщеплення цих речовин. Більшість мутацій ХТС, як вважають вчені, не впливає на функціональні елементи білка. Замість цього, вони спричиняють неправильне накопичення або зберігання ферменту, у зв'язку з чим внутрішньоклітинне транспортування стає неможливим.

## Класифікація та клінічні прояви
Хвороба Тея-Сакса класифікується за різними формами, в залежності від часу виникнення неврологічних симптомів. Форма захворювання відображає варіант мутації.

### Дитяча форма хвороби Тея-Сакса
Впродовж перших шести місяців після народження діти розвиваються нормально. Але, після того як нервові клітини накопичують гангліозиди і, таким чином розтягуються, спостерігається невпинне погіршення розумових і фізичних здібностей хворого. Дитина стає сліпою, глухою, і не може ковтати. М'язи починають атрофуватися внаслідок чого настає параліч. Смерть зазвичай наступає у віці до чотирьох років.

### Підліткова форма хвороби Тея-Сакса
Ця форма захворювання зустрічається вкрай рідко і зазвичай проявляє себе у дітей у віці від 2 до 10 років. У них розвиваються когнітивно-моторні проблеми, проблеми з мовою (дизартрія), ковтанням (дисфагія), хиткістю ходи (атаксія), виникає спастичність. Пацієнти з підлітковою формою ХТС зазвичай помирають у віці від 5 до 15 років.

### Доросла форма хвороби Тея-Сакса
Рідкісна форма розладу, відомого як доросла форма хвороби Тея-Сакса або пізня форма хвороби Тея-Сакса (LOTS), виникає у пацієнтів у віці від 20 до 30 років. LOTS часто неправильно діагностується, і, як правило, не має летальних наслідків. Вона характеризується порушенням ходи та прогресуючим погіршенням неврологічних функцій. Симптоми даної форми, яка виникає у підлітковому або ранньому дорослому віці, є: проблеми із мовленням та ковтанням, хиткість ходи, спастичність, зниження когнітивних навичок, виникнення психічних захворювань, зокрема шизофренії у вигляді психозу.

### Доросла форма ХТС (англ.LOTS)
Ще до 1970-х і 80-х років, коли стала відома молекулярна природа захворювання, дорослу та підліткову форми майже ніколи не розглядали, як форми хвороби Тея-Сакса. ХТС, яка виникала в підлітковому чи дорослому віці часто діагностували як інші неврологічні розлади, наприклад як атаксію Фридрейха. Особи, уражені ХТС в дорослому віці часто пересуваються з допомогою інвалідного крісла, проте багато з них живуть майже повноцінними життям, проте лише в тому випадку, якщо пристосуються до фізичних та психіатричних ускладнень (які можна контролювати з допомогою медичних препаратів).
Журналістка Джанет Сілвер Гент (англ. Janet Silver Ghent) описала досвід дівчини Віри, яка походить з російсько-єврейської родини, що іммігрувала до США, коли вона була ще дитиною. Двадцять років тому, коли Вірі Песотчинській (англ. Vera Pesotchinsky) було 14, у неї з'явилися труднощі з мовленням (її мова стала нечіткою, невиразною), саме тому батьки звернулися за допомогою до логопеда. Пізніше, у дівчини почали виникати проблеми з координацією, іноді вона навіть падала, крім того, Віра не могла чітко зробити певні координовані рухи (наприклад, не могла почистити картоплю). Мати Віри звернулася за консультацією до фахівців в області неврології та психіатрії. І лише через 12 років та після великої кількості неправильних діагнозів, у дівчини зрештою діагностували LOTS. Незважаючи на свою інвалідність, Віра закінчила коледж Уелслі (англ. Wellesley College) і отримала науковий ступінь магістра управління (англ. МВА) в Університеті Санта-Клари (англ. Santa Clara University). Згідно зі словами Дж. Гент, Віра живе самостійно, щодня працює в сімейному бізнесі, і крім того, вона твердо переконана, що не стала жертвою ХТС, а її приклад вказує на те, що з цим захворюванням можна цілком нормально жити. Віра є прикладом для усіх хворих на це захворювання, вона звертається до всіх уражених цією хворобою людей і додає мотивації для боротьби за здоров'я: «Звісно, ви можете „розвалитися“ на частини і бути хворим, але ви можете й лікуватися. Робіть все що ви можете для лікування хвороби, тому що, якби я цього не робила, то моя ситуація була б значно гіршою».

## Діагностика
Удосконалення розроблених методів тестування дозволило невропатологам набагато точніше діагностувати хворобу Тея-Сакса та інші неврологічні захворювання. Проте, інколи хворобу Тея-Сакса діагностують неправильно, тому що лікарі не впевнені в тому, чи це різновид генетичного захворювання, характерного для євреїв ашкеназі.
У пацієнтів з даним захворюванням наявна «вишнева пляма», яку легко виявити лікареві за допомогою офтальмоскопа на сітківці ока. Ця пляма є ділянкою сітківки, яка збільшується через накопичення гангліозидів у навколишніх гангліозних клітинах сітківки (вони є нейронами центральної нервової системи). Таким чином, тільки вишнева пляма макули є тією частиною сітківки, яка забезпечує нормальний зір. Мікроскопічний аналіз нейронів показує, що вони є розтягнутими (навантажені гангліозидами) у зв'язку із надлишковим накопиченням гангліозидів. Без використання молекулярних методів діагностики, тільки вишнева пляма макули є характерною рисою та ознакою при діагностування всіх гангліозидозів.
На відміну від деяких інших лізосомних хвороб накопичення (наприклад, хвороби Гоше, Німана-Піка, Сандхоффа), збільшення печінки і селезінки (гепатоспленомегалія) не є характерною ознакою хвороби Тея-Сакса.
Журналіст Аманда Пазорнік (Pazornik) описує досвід родини Арбогаст: «Пейтон була красивою дівчинкою, — але вона не могла сидіти, перевертатись, гратися зі своїми іграшками. При чому симптоми Пейтон прогресивно погіршувались. Гучний, незрозумілий шум лякав її. Нездатність координувати рухи м'язів рота та язика викликала поперхування під час прийому їжі та призводила до надмірного виділення слини». Оскільки жоден з батьків Пейтон не був євреєм, її лікарі не підозрювали, що вона уражена хворобою Тея-Сакса, до того часу поки їй не виповнилось 10 місяців, саме тоді офтальмолог помітив вишневу пляму макули в її очах. Пейтон померла у 2006 році у віці 3,5 років. Це характерний перебіг захворювання. Дитина стає все більш «лінивою» через порушення нейродегенеративного розвитку і показує надмірний рефлекс від гіперакузії. Уражена особа стає все більш млявою і має проблеми при споживанні їжі. Можуть стати помітними спастичність і рухові розлади. Цей розлад є найпоширенішим у євреїв Ашкеназі".

### Скринінг
Скринінг ХТС здійснюється двома можливими шляхами:
- Тест на визначення носія. Під час його проведення виявляється чи людина неуражена хворобою є носієм однієї копії мутації. Багато людей, охочих пройти тест на визначення носія, є парами з груп ризику, які планують створити сім'ю. Деякі особи та подружні пари хочуть пройти скринінг, оскільки вони знають про наявність генетичного захворювання у предків або членів їх сім'ї.
- Пренатальне тестування допомагає визначити, чи успадкував плід дві дефектні копії гена, по одній від кожного з батьків. При використанні даної діагностики, як правило, кількість інформації, щодо сімейної історії і мутації (які відомі точно) є більшою. Пренатальне тестування для ХТС, зазвичай, виконують, якщо обоє батьків не можуть бути виключеними як можливі носії. У деяких випадках, статус матері, може бути відомий, а батька або невідомий або недоступний для тестування. Цей тест може бути виконаний через аналіз активності ферменту HEXA у ембріональних клітинах отриманих шляхом біопсії хоріона або амніоцентезу. Якщо конкретна мутація була виявлена у обох батьків, то можна зробити точніше дослідження за допомогою технологій для аналізу мутацій, а саме ПЛР (полімеразна ланцюгова реакція, PCR).

Доступними є два технічних підходи до тестування мутацій Тея-Сакса. Першим підходом є випробування ферментативної активності, коли тестується фенотип на молекулярному рівні шляхом вимірювання рівня активності ферментів, у той час як аналіз мутацій (другий підхід) тестує безпосередньо генотип, шукаючи відомі генетичні маркери. Як і у всіх медико-біологічних дослідженнях, для обох підходів характерними є хибно позитивні та хибно негативні результати. Два методи використовуються паралельно, оскільки випробування ферментативної активності може виявитися зміненим, у випадку всіх мутації, проте з деякими непереконливими результатами, у той час як аналіз мутацій надає достовірні результати, але тільки для відомих мутацій. Сімейна історія може бути використана для вибору ефективнішого напрямку тестування.
Пренатальна діагностика та діагностика визначення носія шляхом визначення ферментативної активності стали доступні в 1970-х роках. Аналіз мутацій був поступово доданий до переліку досліджень після 1990 року, оскільки вартість ПЛР зменшилась. З часом, після того як відома база мутацій збільшилася, аналіз мутацій став відігравати значнішу роль.